# 5121 Numazawa
5121 Numazawa (1989 AX1) là một tiểu hành tinh vành đai chính được phát hiện ngày 15 tháng 1 năm 1989 bởi Yanai và Watanabe ở Kitami.